# De Erfenis: Paniek in Las Vegas
De Erfenis: Paniek in Las Vegas is een computerspel dat werd ontwikkeld en uitgegeven door Infogrames Multimedia SA. Het spel werd uitgebracht in 1985 voor verschillende homecomputers.

## Spel

### Verhaal
De hoofdpersoon in het spel, genaamd Peter Stone, ontvangt een telegram met het bericht dat zijn rijke tante is overleden. De bedoeling is om naar Las Vegas te reizen met het bijgevoegde vliegticket, en om daar details over de erfenis af te wikkelen met de notaris.

### Besturing
De speler beweegt met de cursortoetsen een aanwijzer waarmee interactie met voorwerpen mogelijk is. Een tas in de rechterhelft van het spel geeft de huidige inventaris aan.

### Scènes
Het spel bevat drie scènes.
1. De eerste scène bevindt zich in het appartementencomplex van Peter Stone. Hij moet het vliegtuig halen dat vertrekt om 11:20. Onderweg vragen zijn medebewoners om geleende voorwerpen terug te geven. De speler kan ook andere kamers doorzoeken.
2. Het vliegveld is de tweede scène waar de speler het vliegtuig moet halen om te vertrekken naar Las Vegas. Ook hier bevinden zich diverse vertragingen die opgelost moeten worden.
3. Het laatste gedeelte heet 'In Las Vegas' waar de speler de notaris moet zien te vinden. Voordat Peter Stone de erfenis kan ontvangen moet hij eerst 1 miljoen dollar zien te winnen door het spelen in de casino's.

## Vertalingen
De Erfenis: Paniek in Las Vegas is verschenen in andere talen, waaronder:
- "Las Vegas" (oorspronkelijke Frans/Italiaanse titel)
- "L'Héritage: Panique à Las Vegas" (Franse titel)
- "Die Erbschaft: Panik in Las Vegas" (Duitse titel)

## Ontvangst
| Beoordeeld door                | Platform     | Datum        | Score |
| ------------------------------ | ------------ | ------------ | ----- |
| ASM (Aktueller Software Markt) | Amstrad CPC  | oktober 1986 | 93%   |
| ASM (Aktueller Software Markt) | Commodore 64 | oktober 1986 | 93%   |
| Computer Gamer                 | Amstrad CPC  | oktober 1986 | 75%   |
| Computer Gamer                 | ZX Spectrum  | maart 1987   | 48%   |
| Happy Computer                 | Commodore 64 | oktober 1986 | 35%   |